# Peter Watts
Peter Watts (ur. 25 stycznia 1958 w Calgary) – kanadyjski, anglojęzyczny pisarz SF i biolog morski, zajmujący się ssakami. Jego felietony publikowane są w polskim miesięczniku „Nowa Fantastyka”.

## Książki
Bohaterką jego pierwszej powieści: Rozgwiazda jest przystosowana do życia w głębinach oceanu, zmodyfikowana fizycznie pracownica podwodnej elektrowni. Kontynuacją jest Wir oraz trzeci tom trylogii: Behemot, w USA wydany jako dwa osobne tomy: Behemoth: β-Max oraz Behemoth: Seppuku. Określenie trylogii: Ryfterzy oznacza zmodyfikowanych ludzi, zaprojektowanych do pracy w środowisku głębokiego oceanu.
Powieść Ślepowidzenie została następująco określona przez Charlesa Strossa: "wyobraźcie sobie Grega Egana, ale z obsesją na punkcie neurobiologii, piszącego historię Pierwszego Kontaktu z obcymi z punktu widzenia postludzkiego zombie, znajdującego się na pokładzie statku kosmicznego dowodzonego przez wampira, w sytuacji gdzie przetrwanie jest nagrodą pocieszenia".
W tym samym świecie co Ślepowidzenie rozgrywa się akcja wydanej w 2014 roku powieści Echopraksja.
Watts pisze też cykl zatytułowany roboczo Sunflowers.
Jego powieści i niektóre opowiadania są udostępnione w internecie na licencji Creative Commons.

## Nagrody
- Nagroda Hugo za najlepszą nowelę dla opowiadania Wyspa w roku 2010[3].
- Nagroda Sfinks w kategorii "Zagraniczna powieść roku" w roku 2008.
- Nominacja do nagrody Hugo w kategorii najlepsza powieść dla powieści Ślepowidzenie w roku 2007[4].

### Trylogia Ryfterów
- Rozgwiazda (Starfish; 1999) – tekst online (en)), przekład: Dominika Rycerz-Jakubiec; Wydawnictwo Ars Machina, 2011.
- Wir (Maelstrom; 2001) – tekst online (en), przekład: Dominika Rycerz-Jakubiec; Wydawnictwo Ars Machina, 2011.
- Behemot (Behemoth: β-Max (2004) i Behemoth: Seppuku (2005)) – tekst online (en), przekład: Dominika Rycerz-Jakubiec; Wydawnictwo Ars Machina, 2013.

### Uniwersum Ślepowidzenia
- Ślepowidzenie (Blindsight; 2006 – tekst online (en)), przekład: Wojciech M. Próchniewicz; Wydawnictwo MAG, 2008.
- Echopraksja (Echopraxia; 2014), Wojciech M. Próchniewicz; Wydawnictwo MAG, 2014[5].

### Sunflowers
- Wyspa (The Island, 2009) polski przekład online: Ireneusz Dybczyński
- Hotshot (2014)
- Giants (2014)
- Poklatkowa rewolucja (The Freeze-Frame Revolution), Wydawnictwo MAG, 2018. Zagraniczna Książka Roku 2019 Nowej Fantastyki[6].

### Inne
- Crysis: Legion (2011)
- Odtrutka na optymizm, Wydawnictwo MAG, 2013 – zbiór opowiadań
- Rzeczy (The Things, 2010)
- Peter Watts Is An Angry Sentient Tumor (2019) - zbiór wpisów z bloga i feliotonów, m.in. z Nowej Fantastyki.